# Josep Culí i Clapera
Josep Culí i Clapera (Orís, Osona, 1 de juny de 1906 – Barcelona, 11 de setembre de 1971) fou un atleta especialitzat en salt amb perxa català.

## Trajectòria
La seva especialitat era el salt amb perxa. Fou sis vegades campió d'Espanya de salt de perxa, i vuit vegades de Catalunya, set en salt de perxa i una de salt de llargada. A més, entre els anys 1925 i 1929 establí vint-i-tres rècords de Catalunya i diversos d'Espanya de salt de perxa.
Participà en els Jocs Olímpics d'Amsterdam de l'any 1928, juntament amb Joan Serrahima, Joaquim Miquel i Emili Ferrer, finalitzant en la desena posició en la prova de perxa.
Pel que fa a clubs, sempre competí amb el FC Badalona, excepte els darrers any, que ho feu amb el Barcelona UC.

## Palmarès
Campió de Catalunya
- Salt amb perxa: 1926, 1927, 1928, 1929, 1930, 1932, 1934
- Salt de llargada: 1929

Campió Espanya
- Salt amb perxa: 1926, 1927, 1928, 1929, 1930, 1932